# Acacia epacantha
Acacia epacantha là một loài thực vật có hoa trong họ Đậu. Loài này được (Maslin) Maslin miêu tả khoa học đầu tiên.